# Mo’ Blow
Mo’ Blow war eine Jazzfunk-Band aus Deutschland.

## Bandgeschichte
Der Berliner Saxofonist Felix Falk gründete 2001 die Band SahneFunk während eines Auslandsstudiums in Liverpool, England – die Urform von Mo’ Blow. In Eigenproduktion entstand hier die CD SahneFunk – Live in Liverpool mit Kompositionen des Bandleaders. Mitglieder der Band waren Felix Falk (Saxophon), Pete Watson (Piano), Anthony Ormesher (Gitarre), Adam L. T. Boanas (Bass) und Grenville Harrop (Schlagzeug). Nach der Rückkehr des Bandleaders nach Deutschland existierte die Band mit neuen Mitgliedern Benedikt Stehle (Schlagzeug), Thibault Falk (Keyboard) und Dennis Jabusch (Bass) weiter und nannte sich 2007 um in Mo’ Blow.
Die letzte Besetzung bildeten Felix Falk (Saxophon, Perkussion), Matti Klein (Fender Rhodes), Tobias Fleischer (Bass) und André Seidel.
2008 brachte die Gruppe die CD Funkatristic auf dem Label Neuklang heraus. Falk zeichnete erneut für die Kompositionen verantwortlich und produzierte das Album. 2011 erschien die CD For Those about to Funk bei ACT; sie wurde von Nils Landgren produziert, der auch selbst mitspielte. Weitere Gäste des Albums: Magnum Coltrane Price (Gesang), Magnus Lindgren (Tenorsaxophon, Flöte) und Torsten Goods (Gitarre). 2013 erschien bei ACT das Album Gimme the Boots mit Kompositionen aller Bandmitglieder. Das Album wurde erneut von Nils Landgren produziert und in den Berliner Hansa Studios aufgenommen. 2016 erschien ein Live-Album der Band unter dem Titel Live in Berlin bei ACT; als Gäste wirkten unter anderem Nils Landgren, Pat Appleton und Adam Bałdych mit.
Tourneen führten Mo’ Blow durch Länder wie Deutschland, Belgien, England, China, Tschechien, Österreich, Malaysia, Finnland, Schweiz, Kroatien, Litauen, Polen, Russland, Dänemark, Slowakei, Norwegen, Lettland, Luxemburg, Korea, Ukraine, Ungarn und Frankreich. Sie traten dabei u. a. mit Gastmusikern wie David Friedman, Blake Worell, Michael Schiefel, Ron Spielman, Nils Wülker oder Gunter Hampel auf.
Ende 2015 gab die Band bekannt, sich nach der Veröffentlichung ihres Livealbums Live in Berlin aufzulösen. Ihr Abschiedskonzert fand am 22. Oktober 2016 im Columbia Theater in Berlin statt.

## Preise und Auszeichnungen
Mo’ Blow ist Gewinner des Future Sound Award 2011 (Wettbewerb der Leverkusener Jazztage) sowie zweifacher Preisträger des Jazz & Blues Award 2008 (erster Publikumspreis und Förderpreis der Jury). 2012 wurden sie mit dem Miles Award ausgezeichnet (Jazzrock TV). Auch erhielten sie den Jazz am See Award 2011.

## Diskografie
- 2002: SahneFunk – Live in Liverpool (als SahneFunk, Eigenproduktion)
- 2008: Funkatristic (Neuklang)
- 2011: For Those About to Funk (ACT)
- 2013: Gimme the Boots (ACT)
- 2016: Live in Berlin with Special Guests (ACT)